# Buchholz (Pritzwalk)
Buchholz is een plaats in en Ortsteil van de Duitse gemeente Pritzwalk, deelstaat Brandenburg. In december 2023 telde het Ortsteil, volgens de website van de gemeente Pritzwalk, 383 inwoners.
Het dorp ligt circa 3 kilometer ten zuiden van het stadje Pritzwalk. Officieel een onderdeel van dit Ortsteil is een ander dorpje, met spoorweghalte, genaamd Sarnow. Dit ligt 3 km ten oosten van Buchholz zelf en heeft ongeveer 100 inwoners.
In Buchholz staat een uit het begin van de 14e eeuw daterende evangelisch-lutherse dorpskerk. Het altaar in de kerk werd rond 1700 vervaardigd.
Ten zuiden van Buchholz staat sinds 1996 een, 163 meter hoge, zendmast voor telecommunicatie, met name radioverkeer.
Zie verder onder Pritzwalk.